# Cratere Simbya
Simbya  è un cratere sulla superficie di Venere.